# Route départementale 33 (Essonne)
Pour les articles homonymes, voir Route départementale 33.
La route départementale 33 est une route départementale située dans le département français de l'Essonne et dont l'importance est restreinte à la circulation routière locale.

## Itinéraire
En Essonne :
À l'est du département, la route départementale 33 entame son parcours à l'intersection avec la route départementale 947.
- Saint-Germain-lès-Corbeil. Elle commence son parcours en centre-ville à proximité du cimetière municipal, depuis l'intersection avec la RD 947, sous l'appellation Avenue du Général-Leclerc. Elle enjambe la route nationale 104 par un carrefour giratoire surélevé, le carrefour de Mauperthuis La-Croix-Billot.
- Tigery. Elle prend l'appellation Route départementale et passe à deux fois deux voies pour une déviation du centre-ville ; elle est doublée par la route départementale 331 qui mène à la RD 448 dans la commune voisine d'Étiolles.
- Étiolles. Elle passe à l'extrême est de la commune à proximité de l'Allée de Sénart puis matérialise la limite entre Tigery et Étiolles à son entrée dans la forêt de Sénart.
- Quincy-sous-Sénart. Elle matérialise la limite entre Quincy-sous-Sénart, Tigery et Étiolles à l'intersection avec la route nationale 6, elle prend l'appellation de Rue de la Libération puis Route départementale depuis sa déviation du centre-ville.
- Boussy-Saint-Antoine. Un carrefour giratoire marque l'entrée dans la commune où elle prend l'appellation Avenue Jean-Moulin ; un pont-rail permet le passage sous les voies ferrées de la ligne D du RER d'Île-de-France à proximité de la gare de Boussy-Saint-Antoine. Un nouveau carrefour giratoire permet le changement de nom vers Rue Marie-Antoinette-Clastres. Elle se dédouble ensuite pour devenir la Rue du Pré-Saint-Pierre dans un sens et la Rue du Vieux-Pont dans l'autre avant le passage par un pont sur la rivière l'Yerres (le Vieux pont de Boussy-Saint-Antoine) à proximité de l'hôtel-de-ville où elle devient la Place des Droits-de-l'Homme. Puis elle prend l'appellation de Rue Georges-Coubard jusqu'à matérialiser la limite avec la commune voisine de Mandres-les-Roses qui la nomme Rue de Boussy jusqu'à l'intersection avec la RD 53.

## Pour approfondir